# オーガスタス島 (西オーストラリア州)
オーガスタス島は西オーストラリア州のキンバリー地域沿岸にある無人島。不規則な形をした島で、面積190平方キロメートル、長さ22㎞で幅は最大で16㎞である。ボナパルト諸島の南端にあたる。Ardyaloonからは北東に約120㎞。
島はヒメイワワラビーの生息地となっている。また危機に瀕しているキンコミミバンディクートの生息地でもある。